# Бас Тер (град)
Бас Тер (фр. Basse-Terre) је префектура (главни град) острва Гваделуп, француског прекоморског департмана у Малим Антилима. Налази се на југозападу острва у подножју активног вулкана Суфријер. По подацима из 2006. град је имао 12.834 становника, а једини град на острвцу који је већи од Бас Тера је Поант а Питр (17.541 становника). Бас Тер је основан 1643.

## Демографија
| 1961.  | 1967.  | 1974.  | 1982.  | 1990.  | 1999.  | 2006.  | 2011.  |
| ------ | ------ | ------ | ------ | ------ | ------ | ------ | ------ |
| 13.978 | 15.690 | 15.457 | 13.656 | 14.003 | 12.410 | 12.834 | 11.730 |

## Партнерски градови
- Пондишери